# Гавриил I (патриарх Константинопольский)
Гавриил I (греч. Γαβριήλ Α΄; XVI век — 1596, Константинополь) — патриарх Константинопольский, занимавший пост патриарха на протяжении шести месяцев (март 1596 — август 1596).
Предшественником патриарха Гавриила I был патриарх Матфей II, а его преемником был патриарх Феофан I.

## Биография
С 1587 по 1595 года Гавриил I был митрополитом Фессалоникийским. Гавриил I являлся одним из главных участников Собора Константинопольской Церкви 1593 года.
После смерти Иеремии II и непродолжительного правления Матфея II, Гавриил I был избран на Константинопольский престол. Александрийский патриарх Мелетий Пигас в письме к Гавриилу приветствовал его избрание и характеризовал его как просвещенного человека, способного исправить нестроения в Константинопольской Церкви. Однако Гавриил не успел сделать что-либо существенное — менее чем через полгода он скончался после тяжелой болезни.
Гавриил I скончался в августе 1596-го года в Константинополе.